# Dypvåg
Dypvåg is een plaats en een voormalige gemeente in de fylke Agder in het zuiden van Noorwegen. De voormalige gemeente heeft bestaan tot 1960. In dat jaar werd Dypvåg toegevoegd aan de vergrote gemeente Tvedestrand. Het dorp heeft een zeer oude kerk uit het begin van de dertiende eeuw. Fylkesvei 411 verbindt Dypvåg met de hoofdplaats van de gemeente.